# Alsou
Pour les articles homonymes, voir Abramova.
Alsou Ralifovna Abramova (en tatar : Alsu Abramova ; en russe : Алсу́ Абрамова), simplement dite Alsou, née Alsou Ralifovna Safina le 27 juin 1983 à Bougoulma, en tatar Bögelmä, au Tatarstan, est une chanteuse russe tatare.
Elle a représenté la Russie au Concours Eurovision de la chanson 2000 dans lequel elle est arrivée deuxième.
Le 16 mai 2009, elle a présenté, aux côtés d'Ivan Ourgant, la finale du Concours Eurovision de la chanson 2009.
Elle intègre le parti Russie unie en 2007.

## Jeunesse
Alsou Ralifovna Safina (en tatar : Alsu Rälif qızı Safina ; en russe : Алсу́ Рали́фовна Са́фина) est née à Bögelmä au Tatarstan, une des nombreuses Républiques qui composent la Russie. Son père, Ralif Rafilovich Safin, est un oligarque russe, ancien dirigeant de Lukoil et membre du Conseil fédéral de 2002 à 2014, la chambre supérieure du parlement russe. Il est aussi le propriétaire de l'équipe de football Jemtchoujina de Sotchi et a été classé 100e Russe le plus riche par le magazine Forbes en 2004. À l'âge de 5 ans, Alsou a demandé à ses parents un piano. On lui a alors permis de prendre des cours dans une école de musique privée. Après avoir vécu à Moscou, en raison des affaires de son père, elle est allée vivre à New York et plus tard au Royaume-Uni, où elle est entrée dans un collège d'architecture privé. En vivant à Londres, Alsou retourne souvent en Russie.

## Carrière musicale
À l'âge de 15 ans, Alsou a été présentée au directeur de musique Valeriy Belotserkovskiy. Son premier album en russe, intitulé Alsou, est sorti le 16 septembre 1999. Il a remporté un immense succès en Russie et a engendré trois singles : Zimniy Son, Vesna, Inogda. Après l'énorme succès de l'album russe, Alsou reçoit plusieurs proposition de maisons de disques.
En 2000, Alsou a enregistré son premier single anglais Solo pour participer au Concours Eurovision de la chanson 2000, en finissant finalement à la deuxième place. Solo a continué à vendre 100 000 copies et est devenu la plus grande vente simple de tous les temps en Russie. Impressionné par son talent, Enrique Iglesias lui demande de faire un duo dont le single You're My n°1. « J'ai vraiment apprécié jouer avec lui au Kremlin et j'espère que nos sentiers se croiseront de nouveau. » Alsou a exécuté Solo de nouveau aux Félicitations, le 50e concert d'Eurovision commémoratif à Copenhague, Danemark, en octobre 2005.

## Distinctions
Les différents prix :  
- Chanteuse nationale de la république du Tatarstan en Russie 2000
- Citoyenne Honorable de Bougoulma
- Meilleur artiste russe (World Music Awards 2001)
- La meilleure chanteuse russe (MTV Europe Music Awards 2001)
- La Meilleure vente de single en 2000 (National Russian "Record" award pour You're My n°1)
- Artiste du peuple de la république du Tatarstan en 2010

## Discographie

### Albums
- 1999 : Alsu - album russe
- 2001 : Alsou - album anglais
- 2001 : Алсу - Ressorti de son album russe
- 2002 : Mne Prisnilas' Osen'
- 2003 : 19
- 2007 : Inspired
- 2008 : Samoe Glavnoe
- 2008 : Rodnaya Retch/Tugan Tel
- 2012 : Feya Dobrih Snov - Tout l’argent des ventes va aux enfants des hôpitaux et orphelinats[réf. nécessaire].

### Singles
| Année | Titre                       | Titre en cyrillique     | Français                         | Particularité | Album                |
| ----- | --------------------------- | ----------------------- | -------------------------------- | --- | -------------------- |
| 1999  | Zimnÿ Son                   | Зимний сон              | Le rêve d'hiver                  | | Alsu'                |
| 1999  | Vesna                       | Весна                   | Printemps                        | | Alsu'                |
| 1999  | Inogda                      | Иногда                  | Parfois                          | | Alsu'                |
| 2000  | Solo                        |                         | Solo                             | Chanson représentative de la Russie pour l'Eurovision 2000 | Alsou                |
| 2000  | You're My n°1               |                         | Tu es mon N°1                    | En duo avec Enrique Iglesias | Alsou                |
| 2000  | Before You Love Me          |                         | Avant que tu m'aimes             | | Alsou                |
| 2001  | He Loves Me                 |                         | Il m'aime                        | | Alsou                |
| 2001  | Osen'                       | Осень                   | Automne                          | | Mne Prisnilas' Osen' |
| 2002  | Vsyo Ravno                  | Все равно               | Malgré Tout                      | | 19                   |
| 2002  | Lietyachtchaya Nad Oblakami | Летящая над облаками    | Voler au-dessus des nuages       | | 19                   |
| 2002  | Vtchera                     | Вчера                   | Hier                             | | 19                   |
| 2003  | Etkeï                       | Эткей                   | Papa                             | Première chanson en langue Tatar | 19                   |
| 2003  | Metchti                     | Мечты                   | Les rêves                        | | 19                   |
| 2003  | Perviy Raz                  | Первый раз              | La première fois                 | | 19                   |
| 2004  | Everybody                   |                         | Tout le monde                    | | Inspired             |
| 2004  | Always On My Mind           |                         | Toujours sur mon esprit          | | Inspired             |
| 2005  | Niebo                       | Небо                    | Le ciel                          | | Inspired             |
| 2006  | Samoe Glavnoe               | Самое главное           | Le principal                     | | Samoe Glavnoe        |
| 2007  | A U Moeï Lyubi              | А у моей любви          | Mais près de mon amour           | | Samoe Glavnoe        |
| 2009  | Sandugatchim-Guzelem        | Сандугачым-гузэлем      | Mon beau rossignol               | Chanson en langue Tatar | Tugan Tel            |
| 2009  | Perviy Tchas Yanvariya      | Первый час января       | La première heure de janvier     | |                      |
| 2010  | Spi, Moyo soln'ishko        | Спи, моё солнышко       | Dors, mon soleil                 | avec Irina Dubtsova, Jasmin, Tatiana Bulanova et Lera Kudyavtseva. La chanson a été écrite pour soutenir l'action contre le tétanos, 1 pack pampers = 1 vaccin. |                      |
| 2010  | Ya tebya Niè Pridumala      | Я тебя не придумала     | Je ne t'ai pas inventé           | |                      |
| 2011  | Tam, Gde Ya                 | Там, где я              | Là où je suis                    | |                      |
| 2012  | Notch' Nakanune Rojdestva   | Ночь Накануне Рождества | La nuit avant Noël               | En duo avec Valery Meladze |                      |
| 2013  | Net Tebya Doroje            | Нет тебя дороже         | Il n'ya pas de plus cher que toi | |                      |